# Стон
 Тази статия е за селото в Хърватия.  За общината вижте Стон (община).  
Стон (на хърватски: Ston) е село в югоизточна Хърватия, център на община Стон в Дубровнишко-неретванска жупания. Населението му е около 549 души (2011).
Разположено е на брега на дълбок залив на Адриатическо море, в югоизточната част на полуостров Пелешац и на 36 километра северозападно от Дубровник. Селището се споменава за пръв път в началото на XI век като владение на Стефан Войслав.